# 文容彩
文 容彩（ムン・ヨンチェ、문용채）は、大韓民国の軍人。創氏改名時の日本名は眞田もしくは直田剛一。本来の名前の表記は文龍彩であったが、解放後は文容彩となった。

## 経歴
1916年、平安北道定州に生まれる。五山中学校卒業。
1936年6月、中央陸軍訓練処に入学。ハルビンの第4教導隊で3か月間基礎軍事訓練を受けた後、吉林憲兵訓練処で学び、1937年9月、第5期卒業。見習軍官を経て、同年12月に憲兵少尉任官。
1941年4月、憲兵中尉。
第2次世界大戦末期は上尉で熱河省の憲兵第5団平泉分団長を務めており、7月8日に第5団本部副官に異動して終戦を迎えた。

### 帰国後
1946年2月21日付で軍事英語学校卒業、任少尉（10052番）、清州第7連隊A中隊長に発令されたが、草創期ゆえの人事管理の不備ですでに任官者がおり、続いて春川8連隊のA中隊長に発令されたが、こちらも同様で就任できなかった。これに憤慨して辞表を出し、軍を去る。。
その後、警察に転職し済州島第1区警察署長。済州島四・三事件で交渉決裂の決定打となったオラリ放火事件の自演工作に関与したとされ、また5月3日には米軍と警備隊第9連隊により護送中の投降者を襲撃して米軍と警察との銃撃戦を引き起こしてしまい、マンスフィールド軍政長官により軍政本部に召喚される。
以後、陸軍士官学校に再入校して特別任官し、1949年1月16日、陸軍憲兵学校校長代理となり、3月16日から正式に校長となった。
1949年6月、ソウル憲兵隊長。
1949年10月、陸軍本部情報局第3課長。
1950年2月14日、第6師団参謀長。
1950年4月、陸軍本部政訓監。なお、第2代総選挙に鐘路区甲から三老党（삼로당）所属で出馬しているが落選。
1950年6月10日、第2師団隷下の第16連隊長に任官され、25日の朝鮮戦争開戦を迎える。27日のソウル陥落目前では北部におり、副連隊長の李源長中領より二度にわたり漢江南岸への独断撤退を進言され、これを承諾した。翌28日より漢江の戦いで奮戦。7月下旬より第8師団の隷下に入り、安東撤収作戦参加中の7月28日、金東洙に連隊長を引き継いだ。
1950年10月18日、京畿地区兵事区司令官。
1952年2月27日、陸軍本部戦史監。
国会連絡将校を経て、1952年8月、慶尚南道地区兵事区司令官兼陸軍慶尚南道地区民事部長。
1952年11月20日、陸軍本部戦史監
1953年4月、初代第25師団長。

### 停戦後
1957年時点で第12師団長。
1959年3月、予備役編入。フィリップ・チャールズ・ハビブの報告書によると、公金流用により宋堯讃に解任されたという
その後、三民党を立ち上げ、1960年選挙でソウル特別市長選に出馬するも再び落選。その後、陸伍産業社長。1973年、ソウル市内の自宅で死去した。
2008年4月29日に民族問題研究所と親日人名辞典編纂委員会が発表した親日人名辞典収録対象者軍部門に記載。